# Ischnopteris pronubata
Ischnopteris pronubata är en fjärilsart som beskrevs av Felder 1874. Ischnopteris pronubata ingår i släktet Ischnopteris och familjen mätare. Inga underarter finns listade i Catalogue of Life.